# Bruno Quadros
Bruno Quadros (ur. 3 lutego 1977) – brazylijski piłkarz występujący na pozycji obrońcy.

## Kariera klubowa
Od 1996 do 2012 roku występował w klubach CR Flamengo, Botafogo, Galatasaray SK, İstanbulspor, Sport Recife, São Caetano, Guarani FC, Cruzeiro EC, Cerezo Osaka, Consadole Sapporo, FC Tokyo, Alki Larnaka i Linense.